# 田島征彦
田島 征彦（たじま ゆきひこ、1940年1月9日 -）は日本の絵本作家。同じく絵本作家の田島征三とは同年生まれの双子の兄弟だが、苗字の読み方は征彦が「たじま」、征三が「たしま」を名乗っている。本来の読み方は「たしま」だが、征三が先に「たしま」で世に出たため、征彦はそれと区別する意味で「たじま」と改めた。

## 略歴
- 大阪府堺市生まれ。父は軍人であり、中国でスパイを斬殺した事件が新聞に報道されたことがあった。このため戦犯として追及されることを恐れた父の意向により、戦後まもなく父の郷里の高知県芳原村（現在の高知市春野町）に一家で移住。ここで幼少期を過ごす。
- 1963年、京都市立美術大学（現京都市立芸術大学）染色図案科を卒業。1965年、同専攻科修了。その頃から京都府船井郡に在住する。
- 1975年、京都府洋画版画新人賞受賞。
- 1976年、型染めによる絵本の出版を開始。
- 1978年、『じごくのそうべえ』で第1回絵本にっぽん賞受賞。
- 1981年、『祇園祭』で世界絵本原画展金牌受賞。『火の笛』、『ありがとう』で小学館絵画賞受賞。
- 1985年、『てんにのぼったなまず』で世界絵本原画展2度目の金牌受賞。
- 1988年、新潟市美術館で「田島征彦・征三展」を開催。
- 1989年、『はじめてふったゆき』でライプツィヒ国際図書デザイン展銀賞受賞。
- 1995年、35年間の画業をまとめた自伝的作品集『憤染記』（染織と生活社）を出版。
- 2015年、『ふしぎなともだち』で第20回日本絵本賞大賞を受賞。
- 2023年、『なきむしせいとく』で第54回講談社絵本賞受賞。

現在、日本版画家協会会員。 兵庫県淡路市に在住。

## 主な作品
- 『じごくのそうべえ』（第1回絵本にっぽん賞受賞、童心社）。「そうべい」シリーズとして、『そうべえごくらくへゆく』、『そうべえまっくろけのけ』、『じごくのそうべえすごろく』がある。
- 『あつおのぼうけん』（吉村敬子との共作、童心社）
- 『てっぽうをもったキジムナー』（童心社）
- 『とくべえとおへそ』（桂文我との共作、童心社）
- 『中岡はどこぜよ』（関屋敏隆との共作、すばる書房、後にくもん出版）
- 『松もいっぽん葉もいっぽん』（中川正文との共作、文研出版）
- 『みみずのかんたろう』（くもん出版）
- 『はじめてふったゆき』（1989年ライプツィヒ国際図書デザイン展金牌受賞、竹内智恵子との共作、偕成社）
- 『こたろう』（吉橋通夫との共作、偕成社）
- 『しばてんおりょう』（今江祥智との共作、あかね書房）
- 『島―創作民話―』（さねとうあきらとの共作、童心社）
- 『てんにのぼったなまず』（第11回世界絵本原画展金牌受賞、福音館書店）
- 『からすじぞう』（くもん出版）
- 『ふたりはふたご』（田島征三との共作、くもん出版）
- 『憤染記』（染織と生活社）
- 『ふしぎなともだち』（第20回日本絵本賞大賞受賞、くもん出版）

ほか

## その他（エッセイなど）
- 『丹波ででいごっそう』（小学館） ほか

## 参考図書
- 田島征彦『じごくのそうべえ』（童心社）　ISBN 4-494-01203-3
- 土佐中高100年人物伝刊行員会『筆山の麓 土佐中高100年人物伝』（高知新聞総合印刷）ISBN 9784910284019